# Kickoff Specialist
Kickoff specialist (em português: Especialista de Kickoff; abreviado: KOS) é uma posição no futebol americano dos Estados Unidos e do Canadá. Kickoff specialists são membros do special teams (time de especialistas). Eles são responsáveis por chutar a bola durante o kickoff. Esses jogadores são conhecidos por ter uma perna forte, capazes de fazer touchbacks, mas não possuem a técnica ou a pericia de um kicker (Chutador) ou de um punter. Devido as restrições no rosters, muitos times da NFL não possuem um Kickoff Specialist, usando seus punters ou kickers para fazer os kickoffs. Durante a temporada de 2009, Rhys Lloyd do Carolina Panthers e David Buehler do Dallas Cowboys são os únicos jogadores da liga a serem reconhecidos como Kickoff Specialist.